# Aljassa venezuelica
Aljassa venezuelica là một loài nhện trong họ Anyphaenidae.
Loài này thuộc chi Aljassa. Aljassa venezuelica được Lodovico di Caporiacco miêu tả năm 1955.